# Burg Ließem

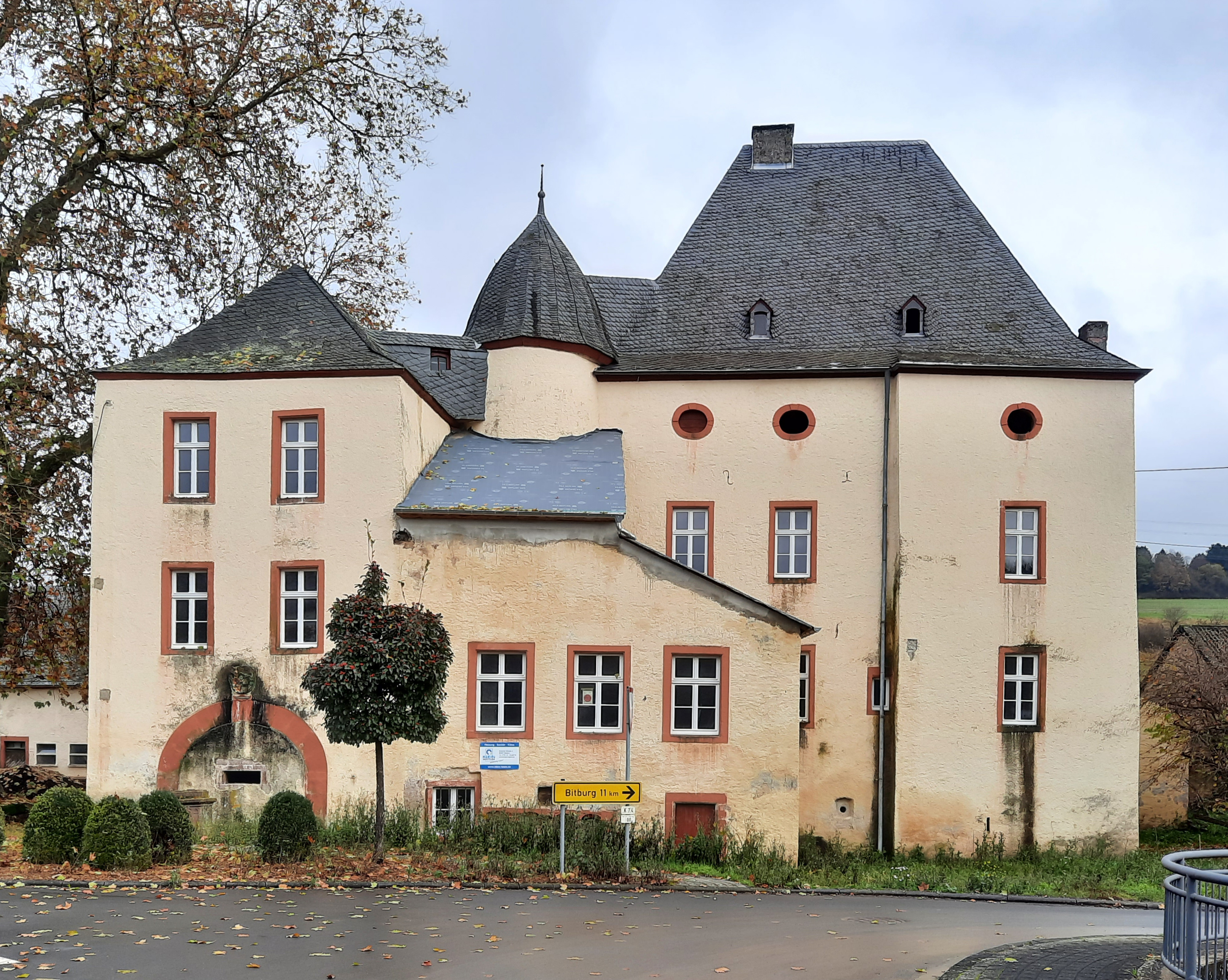
Burg Ließem, Ansicht von Westen

Die Burg Ließem ist eine ehemalige Wasserburg in der Ortsgemeinde Ließem, die zur Verbandsgemeinde Bitburger Land in Rheinland-Pfalz gehört. Sie steht direkt an der L7 von Bickendorf nach Wiersdorf am Ufer des Ehlenzbaches. Der Bitburger Stausee und das unweit davon stehende Schloss Hamm sind nur rund 4,5 Kilometer Luftlinie nach Westen entfernt.
Um die Burg bildete sich das Dorf Ließem, das im frühen 12. Jahrhundert erstmals urkundlich erwähnt wurde. Sie war Sitz der Herren von Ließem, welche die Anlage aber spätestens im 14. Jahrhundert verloren hatten. Zu jener Zeit gehörte sie bereits der Familie Schönecken, die sie als Lehen der Grafen von Luxemburg erhalten hatte und bis in das 16. Jahrhundert Besitzerin blieb. Zwischenzeitlich zerstört und wiederaufgebaut, kam die Burg im Jahr 1525 durch Kauf an die Familie von Enschringen, der sie bis 1725 gehörte. Als weitere Besitzer und Eigentümer folgten die Herren von Hout und die Familie Brandenburg. Die Burg ist heute noch in Privatbesitz und wird landwirtschaftlich genutzt. Sie steht als Kulturdenkmal unter Denkmalschutz.

## Geschichte
Die Burg war Kern und Ausgangspunkt des Dorfes Ließem, das erstmals in einer Schenkungsurkunde aus dem frühen 12. Jahrhundert als Liezheim Erwähnung fand. 1204 wurden dann die Herren von Lyheim/Liessheim erstmals schriftlich erwähnt. Das Gründungsdatum ihrer gleichnamigen Burg und somit auch der Bauherr sind aber unbekannt. Mit Johann von Ließem wurde 1447 das letzte Mal ein Mitglied dieser Familie urkundlich genannt, zu jener Zeit war sie aber schon lange nicht mehr Eigentümerin der Burganlage, denn bereits im ersten Viertel des 14. Jahrhunderts ist der seinerzeit noch unmündige Hartrad von Schönecken als Burgherr überliefert. Er besaß die Anlage vom Grafen von Luxemburg zu Lehen. Am 25. Oktober 1316 verpfändeten Hartrads Vormünder die Burg zusammen mit anderem Besitz für 3000 Trierer Pfund an den Trierer Schöffen und Schultheißen Bonifacius. Ab 1332 gehörte sie dem Trierer Erzbischof Balduin von Luxemburg. Dieser gab sie im Jahr 1343 als Lehen und Offenhaus wieder an die Familie von Schönecken.
Nach dem Tode Hartrads von Schönecken im Jahr 1351 trat sein Neffe Gerhard das Erbe auf Burg Ließem an. Er musste sich allerdings gegenüber seinem Lehnsherrn verpflichten, die hohen Schulden, die Hartrads Onkel beim Erzbischof angehäuft hatte, binnen zehn Jahren abzutragen. Gerhard von Schönecken hatte aber nicht vor, sich mit Balduin von Luxemburg gut zu stellen, denn noch im selben Jahr schloss er ein gegen den Erzbischof gerichtetes Bündnis mit der Stadt Trier. Als er zudem 1352 böhmische Reitersoldaten, die dem französischen König Johann II. auf Geheiß Kaiser Karls IV. zur Hilfe eilen sollten, überfiel und in seiner Burg festsetzte, klagte ihn sein Lehnsherr des Landfriedensbruchs an und belagerte Ließem. Die Burg konnte schließlich eingenommen werden und wurde 1353 geschleift.

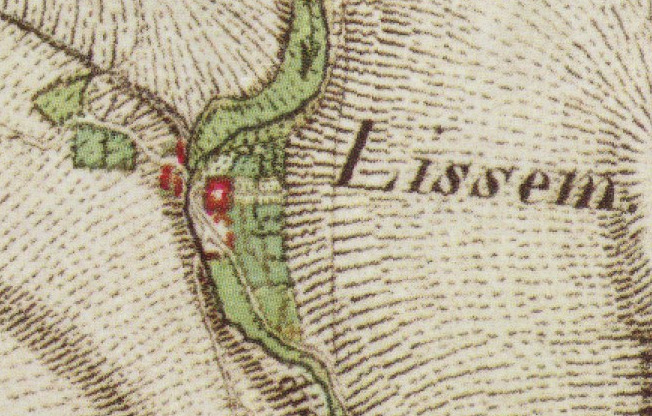
Burg Ließem auf der Tranchotkarte, 1801–1828

Die Herren von Schönecken bauten die Burg in der zweiten Hälfte des 14. Jahrhunderts als quadratischen Wohnturm neu auf. Dieser gelangte 1525 durch Kauf an Johann von Enschringen, kaiserlichen Rat zu Luxemburg und kurtrierischen Kanzler. Ihm gehörte seit 1521 auch die etwa drei Kilometer südöstlich gelegene Burg Rittersdorf. Kurz nach seinem Kauf ließ der neue Burgherr die Wehranlage erweitern, indem er den gotischen Wohnturm in einen wesentlich größeren Wohnbau integrieren ließ. Der Zugang zum Burghaus wurde im Zuge dieser Arbeiten in einen neu errichteten Treppenturm verlegt. Eine erneute Erweiterung erfuhr die Burg im ersten Viertel des 17. Jahrhunderts nach der Heirat Wilhelm von Enschringens mit Elisabeth von Piesport. Das Paar ließ nordwestlich des Wohnbaus ein Torhaus errichten. Davon zeugt noch heute das Allianzwappen der beiden über der Toreinfahrt.
1729 fand ein Besitzerwechsel statt, denn in jenem Jahr verkauften Veronika von Enschringen und ihr Mann Friedrich-Heinrich von Heisgen Burg und Herrschaft Ließem an die Herren von Hout. Im 18. Jahrhundert wurde die Dachpartie des Herrenhauses verändert. Der heutige Kniestock mit seinen Ochsenaugen stammt aus jener Zeit. Noch um 1825 war die Burg von einem Wassergraben umgeben, er wurde jedoch im 19. Jahrhundert verfüllt. Gleichzeitig geschah der Abriss von einigen Gebäuden nördlich des Torbaus, dessen Tordurchfahrt vermauert wurde, um den somit entstandenen Raum als Lager zu nutzen. Die Veränderungen hatten zum Ziel, die Anlage landwirtschaftlich nutzbar zu machen. Zugleich wurden vermutlich die Dachpartien und die Fassaden durch Einbau der heutigen Fenster vereinheitlicht. 1848 war Burg Ließem Eigentum der Familie Brandenburg. Seit Mitte des 20. Jahrhunderts gehört sie der Familie Lichter, die dort Schweinehaltung betreibt.

## Beschreibung

Grundriss der Burg Ließem, 1913

Kern der heutigen Anlage aus Bruchsteinmauerwerk und somit ältester Teil der Burg ist ein gotischer Wohnturm aus dem 14. Jahrhundert, der heute die südwestliche Ecke des dreigeschossigen Herrenhauses einnimmt. Seine dicken 6 × 6 Meter messenden Mauern sind gut im Grundriss des Gebäudes auszumachen. An der südlichen und westlichen Außenseite sind zudem senkrechte Mauerkanten erkennbar. Die übrige Bausubstanz des Gebäudes stammt mehrheitlich aus dem 16. Jahrhundert. Lediglich der Kniestock samt Oculi datiert in das 18. Jahrhundert, während Dach und Fassadengestaltung auf Arbeiten im 19. Jahrhundert zurückgehen.

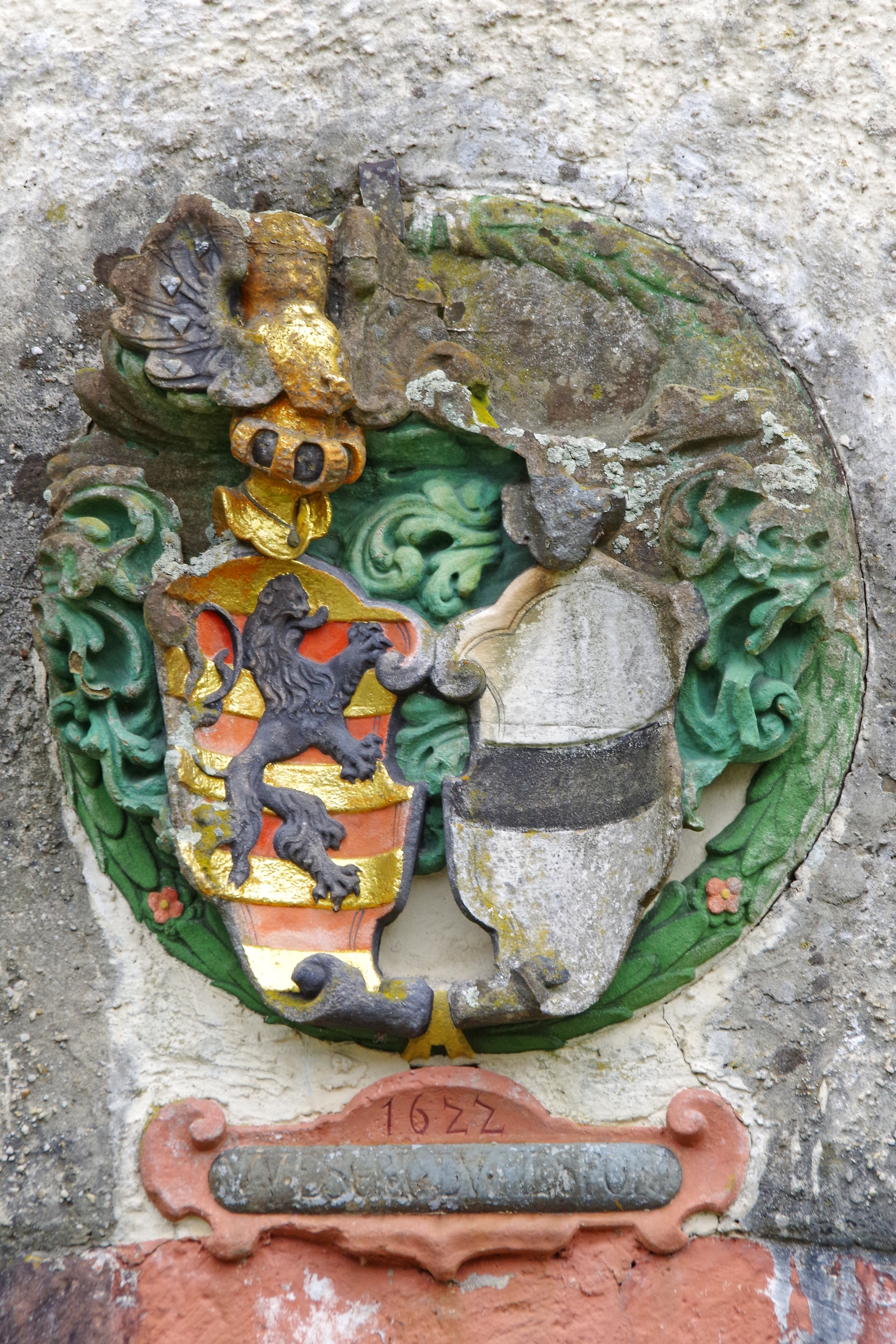
Allianzwappen über dem Torbogen

Der nordwestlichen Ecke des Herrenhauses ist ein runder Treppenturm vorgebaut. Er stammt aus dem 16. Jahrhundert und nimmt den Haupteingang auf. An seiner zum Burghof zeigenden Außenseite weist das Mauerwerk drei wappentragende Konsolfiguren auf, die wohl Spolien sind. Westlich des Treppenturms und des Herrenhauses schließt sich der jüngste Teil der Burganlage an: ein eingeschossiger Anbau aus dem ersten Viertel des 19. Jahrhunderts.
Nördlich des Anbaus – und mit diesem ungefähr in einer Flucht – steht das dreigeschossige Torhaus aus dem 17. Jahrhundert, dessen rundbogige Einfahrt heute vermauert ist. Über dieser befindet sich neben der Jahreszahl 1622 das Allianzwappen Wilhelm von Enschringens und seiner Frau Elisabeth von Piesport.
Im Inneren des Herrenhauses sind noch einige Teile der originalen Ausstattung erhalten. Dazu zählt zum Beispiel in der Stube eine Takenanlage aus der Zeit um 1600, die einen zweigeschossigen Aufsatz mit Nischen besitzt, und ein Wandschrank in Rokokoformen, der Türen mit aufwändigen Schnitzereien aufweist. Außerdem sind zwei reich gegliederte Kamineinfassungen aus dem 18. Jahrhundert erhalten.